# Maria Sonia Cristoff
María Sonia Cristofffödd 1965 i Trelew, i Argentina, är en argentinsk författare. Cristoff undervisar i kreativt skrivande på Universidad Nacional de Tres de Febrero.